# Сардини
Сардини — промислова назва трьох родів морських риб родини оселедцевих (Clupeidae) — Sardina, Sardinops і Sardinella.

## Будова
Назва «сардина» походить від назви острова Сардинія, біля якого її вперше почали видобувати у великих кількостях. Всього відомо близько 18 видів. В Україні (у Чорному морі) — 2 види: сардина європейська (Sardina pilchardus Walb.) та сардинка кругла Sardinella aurita. Довжина риби до 35 см, маса 50 — 110 г. Тіло видовжене, голова велика, рот кінцевий. Луска доволі велика та погано відділяється. Забарвлення досить яскраве — боки та черево сріблясті, спина виблискує різними кольорами.

## Спосіб життя
Сардини — пелагічні риби, що живуть в субтропічних та помірних водах світового океану, найчисленніші біля берегів Африки. Спосіб життя вивчений недостатньо. Живуть 5 — 7 років, статева зрілість настає в 2 — 3 роки. Живляться планктоном та пелагічною ікрою інших видів риб. Живуть зграями, які в деякі пори року можуть досягати декількох мільйонів осіб, молоді та дорослі особини тримаються зазвичай у різних зграях. Здійснюють сезонні міграції з глибини до берегів. Займають важливе місце в харчовому ланцюзі, як їжа багатьох видів хижаків (дельфіни, акули, птахи). Нерест відбувається весною та влітку, самиця відкладає за сезон 100 — 300 тисяч ікринок. Мальки з'являються через три дні, а через три місяці починають збиратися в зграї.

## Використання людиною

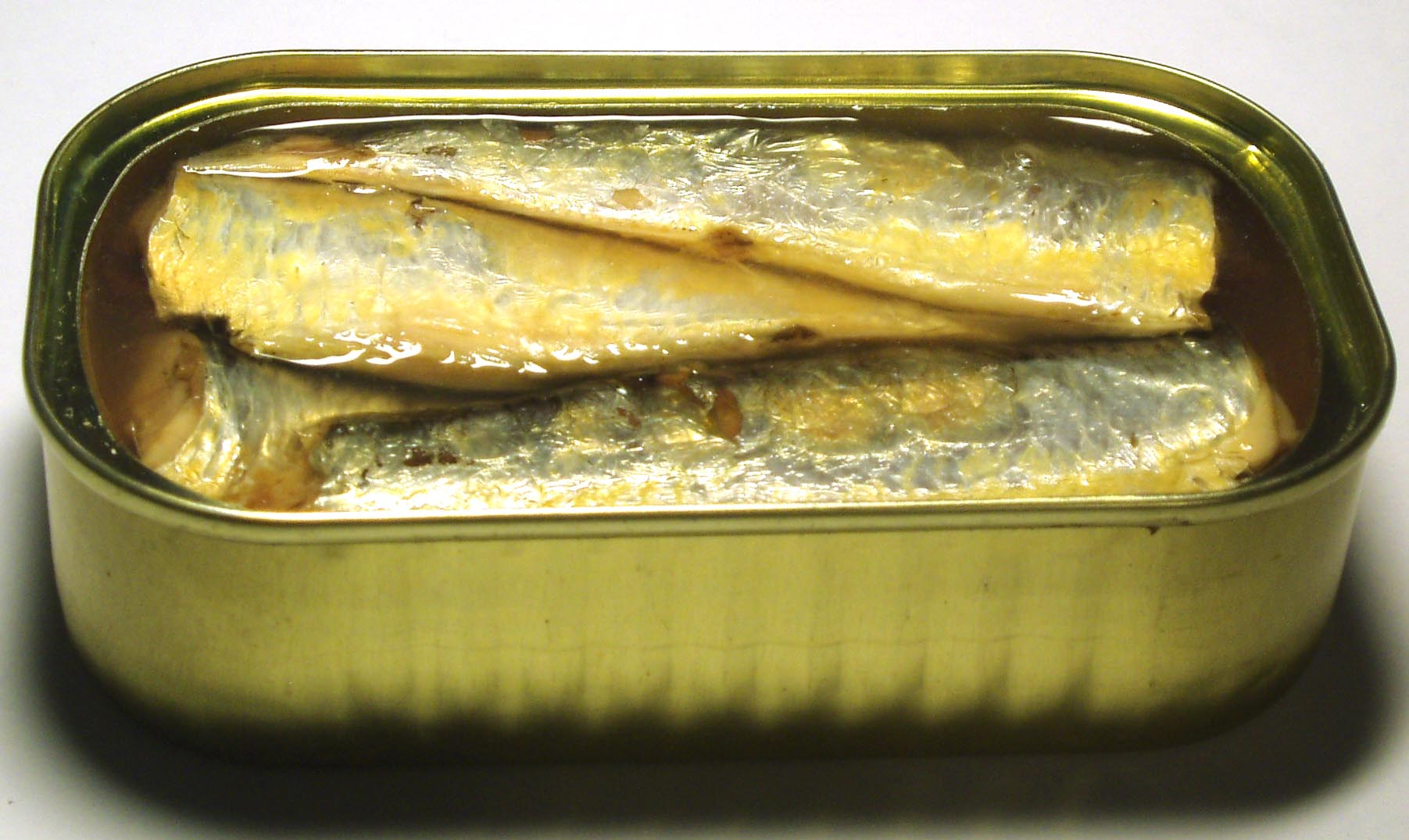
Консервована сардина

Мають велике промислове значення. З сардин виготовляються різноманітні консерви (найвідоміша — сардина в олії), та кормове борошно, яка використовується для годування худоби. При виготовленні консервів рибу спочатку витримують в резервуарі з прісною водою, потім патрають, видаляють голову та луску. Після цього рибу витримують в розчині солі і пропускають через сушильну камеру. Потім рибу протягом близько 5 хвилин варять в олії, дають охолонути та розкладають по консервних бляшанках і знов заливають олією, щоб зберегти від висихання. Найбільш у світі цінується сардина в оливковій олії виробництва Франції (фр. Sardines à l’huille), яку виготовляють за особливим рецептом.